# Eleutherodactylus skydmainos
Eleutherodactylus skydmainos là một loài ếch trong họ Leptodactylidae.
Nó được tìm thấy ở Brasil, Peru, và có thể cả Bolivia.
Môi trường sống tự nhiên của nó là các khu rừng đất thấp ẩm nhiệt đới và cận nhiệt đới.